# Jeep Renegade
La Jeep Renegade (nome in codice 520) è un SUV prodotto dalla casa automobilistica statunitense FCA US  tramite il marchio Jeep a partire dal 2014 nella fabbrica Fiat-SATA di Melfi, dal 2015 nel nuovo stabilimento brasiliano di Goiana (Pernambuco) e da aprile 2016 in Cina nello stabilimento di Canton dalla GAC-FCA, filiale cinese del gruppo FCA in joint-venture con il costruttore GAC Group.

## Contesto e profilo
La Renegade è un SUV prodotto dalla casa automobilistica americana Jeep, il secondo modello che viene sviluppato dall'azienda utilizzando la tecnologia del gruppo Fiat Chrysler Automobiles (dopo la Cherokee quinta serie). Si posiziona nella categoria della Fiat 500X, Audi Q2, Volkswagen T-Roc, Mini Countryman, Mazda CX-3 e Toyota C-HR. È anche la prima Jeep non prodotta in Nordamerica, infatti viene assemblata in Italia, presso lo stabilimento Fiat SATA di Melfi e successivamente nel nuovo stabilimento Fiat del Pernambuco in Brasile utilizzando il pianale Small US Wide 4x4, ultima evoluzione del pianale modulare Small che condivide con la Jeep Compass.
Frutto del progetto BU, la Renegade eredita il nome da una serie di allestimenti di punta che caratterizzavano le versioni delle Jeep CJ-5 negli anni 70 e 80, denominate appunto CJ-5 Renegade Mark 1 e successivamente CJ-5 Renegade II.

## Esordio
La Renegade esordisce al salone dell'automobile di Ginevra nel marzo 2014; l'esordio in anteprima in continente europeo è stato scelto perché il segmento dei SUV medio-piccoli gode di grande successo in Europa per via dei numerosi modelli proposti ed è per questo che come sito produttivo è stata scelta l'Italia. La Renegade inoltre viene concepita come un modello globale destinato a essere venduto in oltre 100 mercati nel mondo (gli esemplari destinati al mercato nordamericano, europeo e asiatico vengono prodotti a Melfi).
Successivamente al lancio i vertici annunciano anche la produzione del modello presso lo stabilimento di Goiana nella regione del Pernambuco in Brasile per il mercato sudamericano e in Cina in un nuovo stabilimento a Canton, provincia di Guangdong grazie alla joint-venture GAC Fiat per evitare le imposte sulle vetture d'importazione.
Nel giugno del 2014 partono le vendite in Europa con il lancio della versione Opening Edition prodotta in tiratura limitata.

## Design

### Esterni

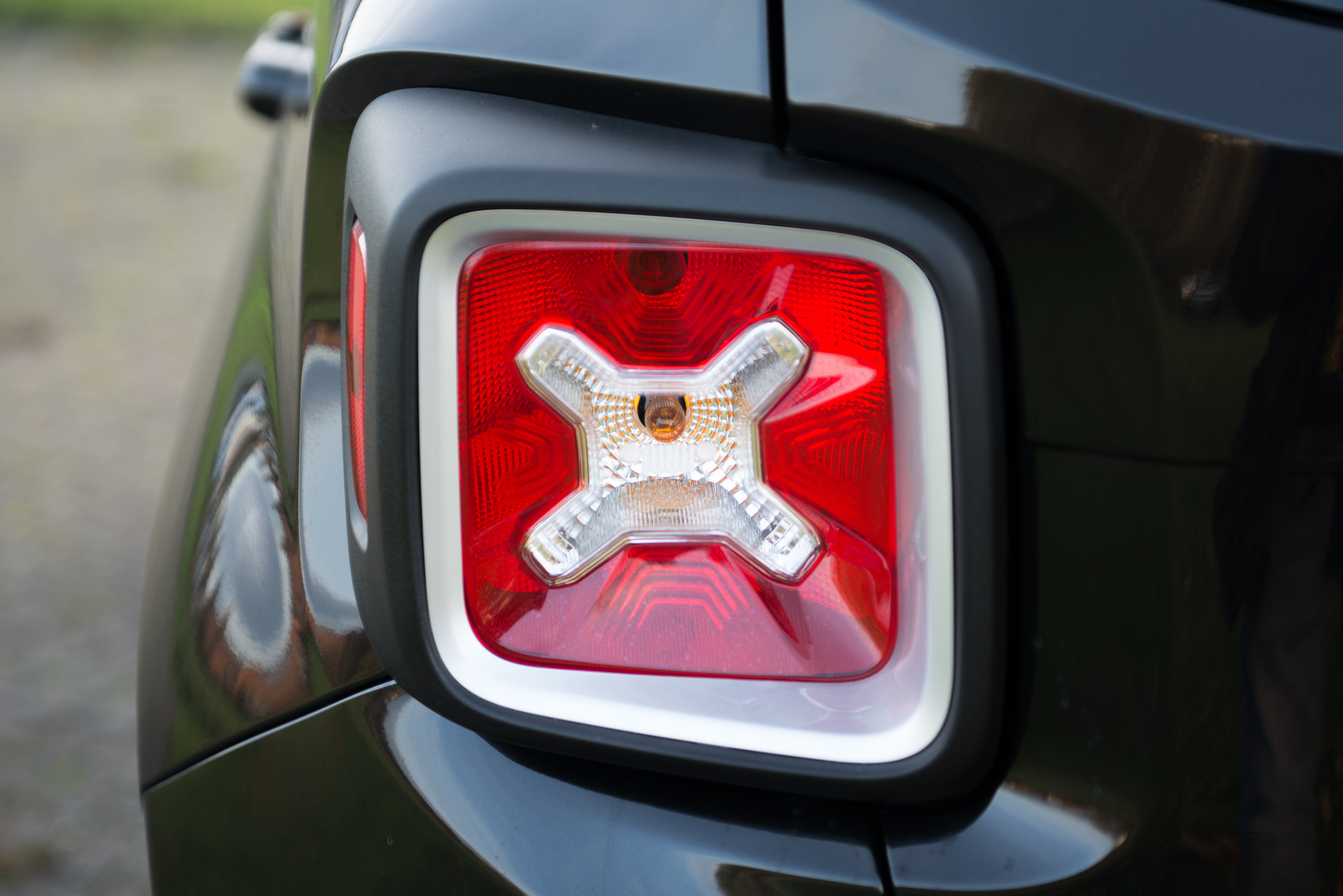
Dettaglio del faro posteriore di una Renegade; notare la trama interna a "X" che richiama le taniche di benzina delle Jeep militari, la quale funge da indicatore di direzione in Italia mentre nei modelli per il mercato USA funge da retromarcia.

Stilisticamente il design (sviluppato sotto la supervisione di Mark Allen, capo del centro stile Jeep) riprende le classiche forme delle Jeep, allontanandosi dalla recente Cherokee ed evolvendo lo stile spigoloso e voluminoso che caratterizza molti modelli della casa come la Patriot, la Wrangler e la Grand Cherokee. La carrozzeria è una 5 porte a 2 volumi con abitacolo a 5 posti.
Presenta un frontale massiccio con fanali circolari e calandra a sette bande tipica dello stile Jeep, inoltre viene introdotta come optional un tetto panoramico apribile denominato My Sky, che è composto da pannelli in poliuretano a regolazione elettrica e smontabili. Sempre sul tetto My Sky è presente un motivo stilizzato a forma di "X", che si ritrova nei caratteristici fari posteriori e che, secondo i designer, si ispira alle taniche di carburante poste agli estremi della carrozzeria dalle vecchie Willys utilizzate nell'esercito. La fanaleria anteriore e posteriore è dotata di luci alogene, quest'ultima differisce leggermente nei modelli per il mercato USA. Non avendo obbligo di fendinebbia posteriori le luci di retromarcia sono all'interno della "X" mentre gli stop svolgono pure la funzione di indicatori di direzione, fatta eccezione per la terza luce di stop che non lampeggia mai. Sempre per il mercato USA sono previste di serie le side marker, in gergo luci d'ingombro laterali, arancione anteriori e rosse posteriori.

### Interni

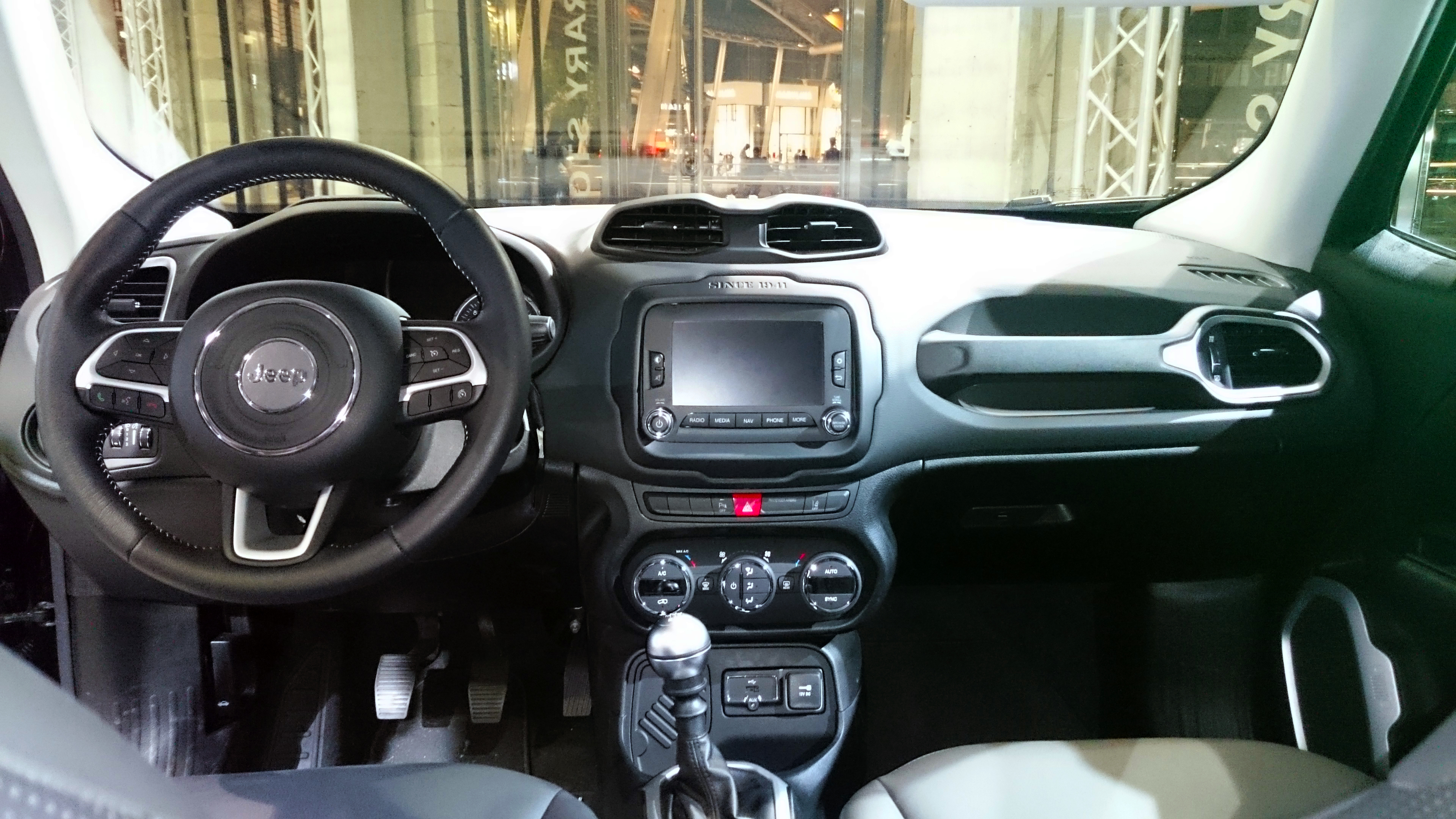
Interni di una Renegade

Lo stile degli interni segue il percorso stilistico denominato Tek-Tonic proponendo delle forme voluminose e massicce che riprendono lo stile della carrozzeria con colorazioni in contrasto per le rifiniture. Il sistema multimediale è l'Uconnect con doppio schermo touch screen per la strumentazione e per i comandi al centro della plancia: la strumentazione possiede un LCD da 8,4", al centro della plancia c'è la possibilità di installare l'impianto da 5", 6,5" o 7”che integra tutte le funzioni radio, Bluetooth, navigatore satellitare e connettività Wi-FI o Aux per smartphone. I designer hanno stilizzato le plastiche che compongono la base del portaoggetti/portalattine (nella parte inferiore della plancia) con carta topografica del deserto del Moab, inoltre nella parte superiore del sistema UConnect centrale sulle plastiche vi è stampato "Since 1941", anno di nascita della Willys.
La vettura condivide numerosi componenti meccanici con i modelli Jeep Compass e 500X seguendo una politica di riduzione dei costi di produzione, inoltre alcuni pulsanti e comandi sono condivisi con altre vetture del gruppo FCA.

## Tecnica

### Meccanica

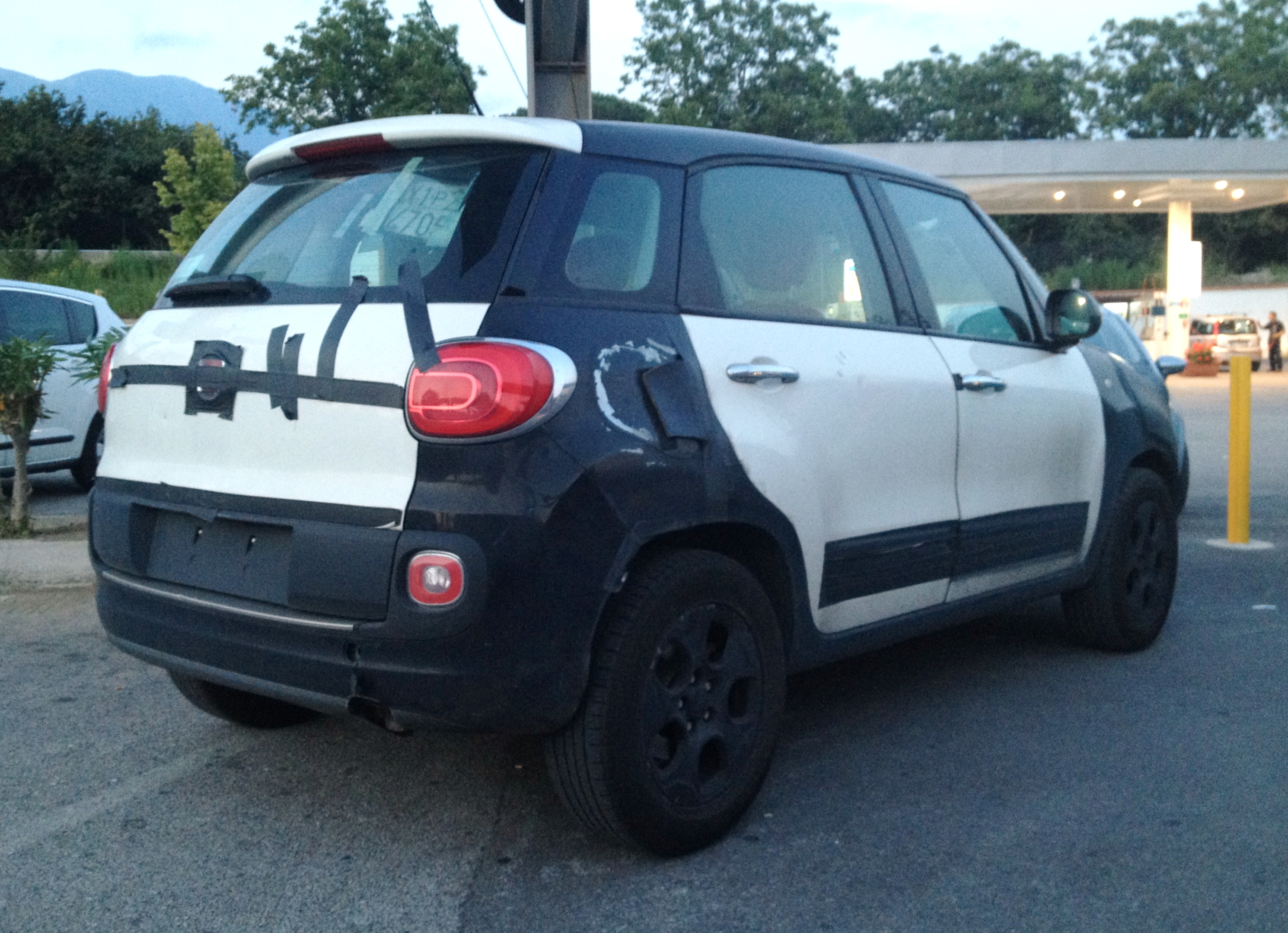
La piattaforma Small durante i test di sviluppo della Fiat 500X e Jeep Renegade, sotto le camuffature e la carrozzeria provvisoria della 500L

La Renegade è lunga 4,23 metri, alta 1,69 metri e larga 1,80 metri con il passo di 2,57 metri. Il pianale di base è il Small US Wide 4x4. Jeep Renegade ha uno schema MacPherson di tipo Chapman sia all'anteriore che al posteriore; nel particolare però il retrotreno del pianale è in parte derivato dalla Cherokee con la quale condivide anche i sistemi di trazione integrale. Vengono inoltre introdotti gli ammortizzatori anteriori e posteriori con valvola FSD (Frequency Selective Damping) Koni. La vettura infatti è stata progettata per garantire una massima efficienza su ogni tipo di asfalto ed è disponibile con tre tipi di trazione: anteriore, integrale semplice Active Drive e integrale Active Drive Low. I modelli a trazione integrale Active Drive dispongono del dispositivo elettronico di disconnessione dell'asse posteriore e della trasmissione della potenza (PTU) già adottato dalla Cherokee e dalla Chrysler 200, che dialoga continuamente con la centralina e con numerosi parametri come il controllo di trazione. La Active Drive Low invece aggiunge la trazione integrale che possiede un rapporto finale di riduzione di 20:1 sulla prima marcia. Tutti i sistemi di trazione integrale possiedono il selettore di guida Selec-Terrain a 4 modalità.

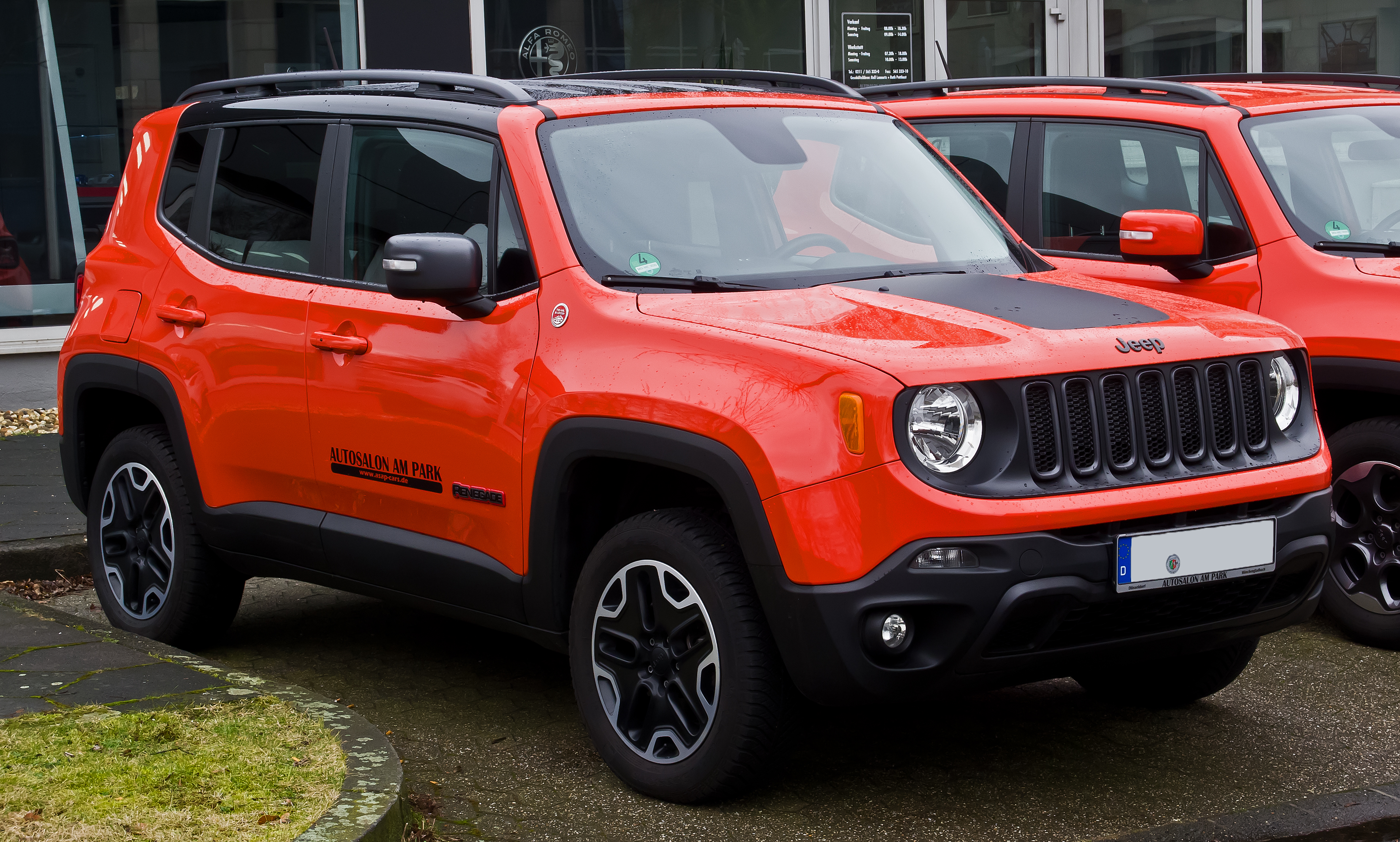
Jeep Renegade 2.0 MultiJet 4WD Trailhawk del 2016

La versione Trailhawk 4x4 possiede la trazione Active Drive Low ed è caratterizzata per la maggior vocazione per il fuoristrada con assetto e componenti della carrozzeria specifici: la vettura è 20 mm più alta da terra, vengono introdotti paraurti specifici con piastre di protezione e ganci di traino anteriori e posteriori, angolo di attacco di 30,5 gradi con un angolo di dosso di 25,7 gradi e un angolo di uscita di 34,3 gradi, capacità di guado pari a 480 mm. Il sistema Selec-Terrain nella versione Trailhawk possiede 5 modalità di guida.

### Motori
La gamma motori si compone di cinque propulsori: tre benzina e due Diesel con varie potenze e fino a 16 combinazioni diverse tra motori e trasmissioni. Il motore base è il benzina 1.4 Multiair Turbo 16V da 140 cavalli Fiat prodotto a Termoli disponibile con cambio manuale Fiat C635 a 6 rapporti oppure automatico a doppia frizione Fiat DCT C635 a 6 rapporti, 1.4 Multiair Turbo 16V da 170 cavalli con cambio automatico ZF 9HP (versione 948TE) a 9 rapporti con manopola al centro della plancia per gestire i comandi (senza la classica leva) ereditata dalla Chrysler 200, e un 1.4 Multiair Turbo da 160 cavalli destinato solo al mercato americano con cambio manuale Fiat C635. Il secondo motore è un 1.6 E-TorQ 16V aspirato Fiat prodotto in Brasile, alimentato a benzina (o etanolo) da 110 cavalli di potenza ed è abbinato a un cambio manuale a 5 rapporti Fiat C510. Il terzo benzina è un 2,4 litri Chrysler Tigershark con tecnologia Multiair aspirato da 184 cavalli con cambio automatico ZF 9HP (sempre la versione 948TE) a 9 rapporti. Nel 2018 il motore 1.4 litri Multiair verrà sostituito da propulsori di 1.0 litri benzina da 120 cavalli e 1.3 litri da 150 e 180 cavalli.
I Diesel sono i classici Multijet quattro cilindri prodotti nello stabilimento Fiat FMA di Pratola Serra, da 1,6 litri con 120 o 130 cavalli abbinato a un cambio manuale C635 a 6 rapporti e 2,0 litri da 120 CV, da 140 o 170 cavalli con cambio manuale C635 o automatico ZF 9HP.

## Motorizzazioni
| Modello          | Disponibilità | Motore      | Cilindrata (cm³) | Potenza         | Coppia max (Nm) | Emissioni CO2 (g/km) | 0–100 km/h (secondi) | Velocità max (km/h) | Consumo medio (km/L) |
| 1.6 E-Torq       | dall'esordio  | Benzina     | 1598             | 81 kW (110 CV)  | 152             | 147                  | 11,5                 | 180                 | 15                   |
| 1.4 MultiAir     | dall'esordio  | Benzina     | 1368             | 103 kW (140 CV) | 230             | 139                  | 9,8                  | 190                 | 15,8                 |
| 1.4 MultiAir 4x4 |               | Benzina     | 1368             | 125 kW (170 CV) | 250             |                      | 8,8                  | 196                 | 14,5                 |
| 1.4 T-Jet        | dal 2017      | Benzina/GPL | 1368             | 88 kW (120 CV)  | 215             | 160                  | 10,9                 | 178                 | 11 (GPL)             |
| 1.6 MultiJet     | dal 2016      | Diesel      | 1598             | 70 kW (95 CV)   | 320             | 115                  | 13,0                 | 167                 | 22,7                 |
| 1.6 MultiJet     | dall'esordio  | Diesel      | 1598             | 88 kW (120 CV)  | 320             | 115                  | 11,7                 | 180                 | 22,7                 |
| 2.0 MultiJet     | dal 2016      | Diesel      | 1956             | 88 kW (120 CV)  |                 |                      |                      |                     |                      |
| 2.0 MultiJet 4x4 | dall'esordio  | Diesel      | 1956             | 103 kW (140 CV) | 350             | 144                  | 9,8                  | 190                 | 16,7                 |
| 2.0 MultiJet 4x4 |               | Diesel      | 1959             | 125 kW (170 CV) | 350             |                      | 8,9                  | 196                 | 16,9                 |

## Restyling 2018 e 2019

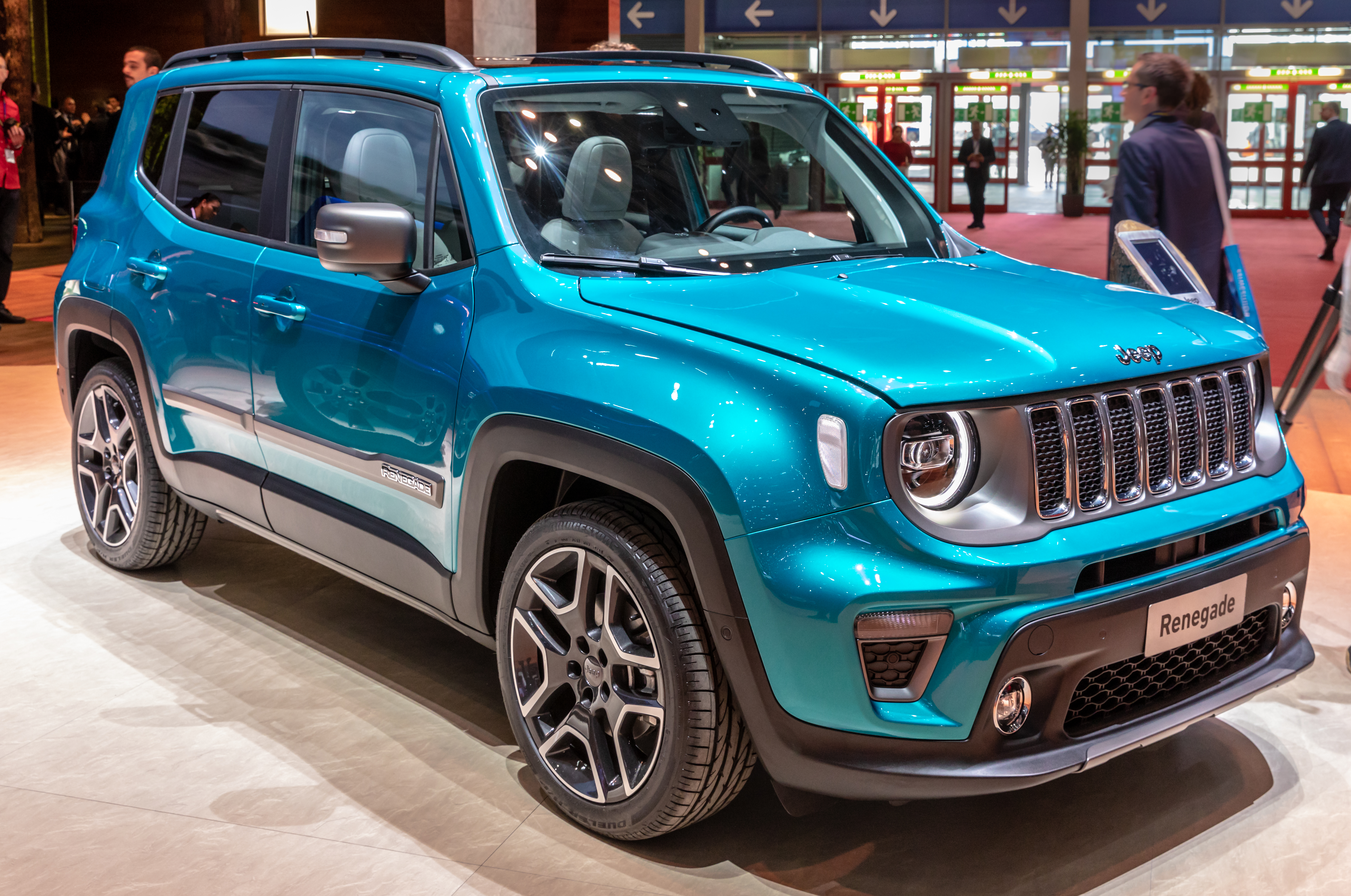
Renegade dopo il restyling 2019

Con l'arrivo del Model Year 2018 la Renegade viene aggiornata nei dispositivi di elettronica di bordo e nel sistema di infotainment. Il design interno ottiene una nuova console centrale e grazie all'introduzione di vari sensori, telecamere e dispositivi elettronici di assistenza alla guida tra cui il Driver Assist, l'Adaptive Cruise Control e il Lane Assist la Jeep Renegade garantisce, su richiesta del guidatore, un'esperienza di guida autonoma di livello 2. Nel Model Year 2018 il sistema di infotainment viene inoltre rivisto con un nuovo processore più potente e un display più generoso che varia dai 7" fino agli 8,4" della versione con navigatore. I display sono tutti multitouch e i menu personalizzabili offrendo anche la possibilità di regolare la climatizzazione e la navigazione con comandi vocali. Ovviamente è garantita la compatibilità Android Auto e Apple CarPlay. Le versioni Limited e Longitude ora ottengono anche una presa USB sul retro del bracciolo dedicata ai passeggeri che siedono nei sedili posteriori. Nel Model Year 2019 appaiono per la prima volta su questo modello anche le fanalerie a LED che sostituiscono le versioni Xeno precedenti e viene modificato il design del paraurti anteriore.

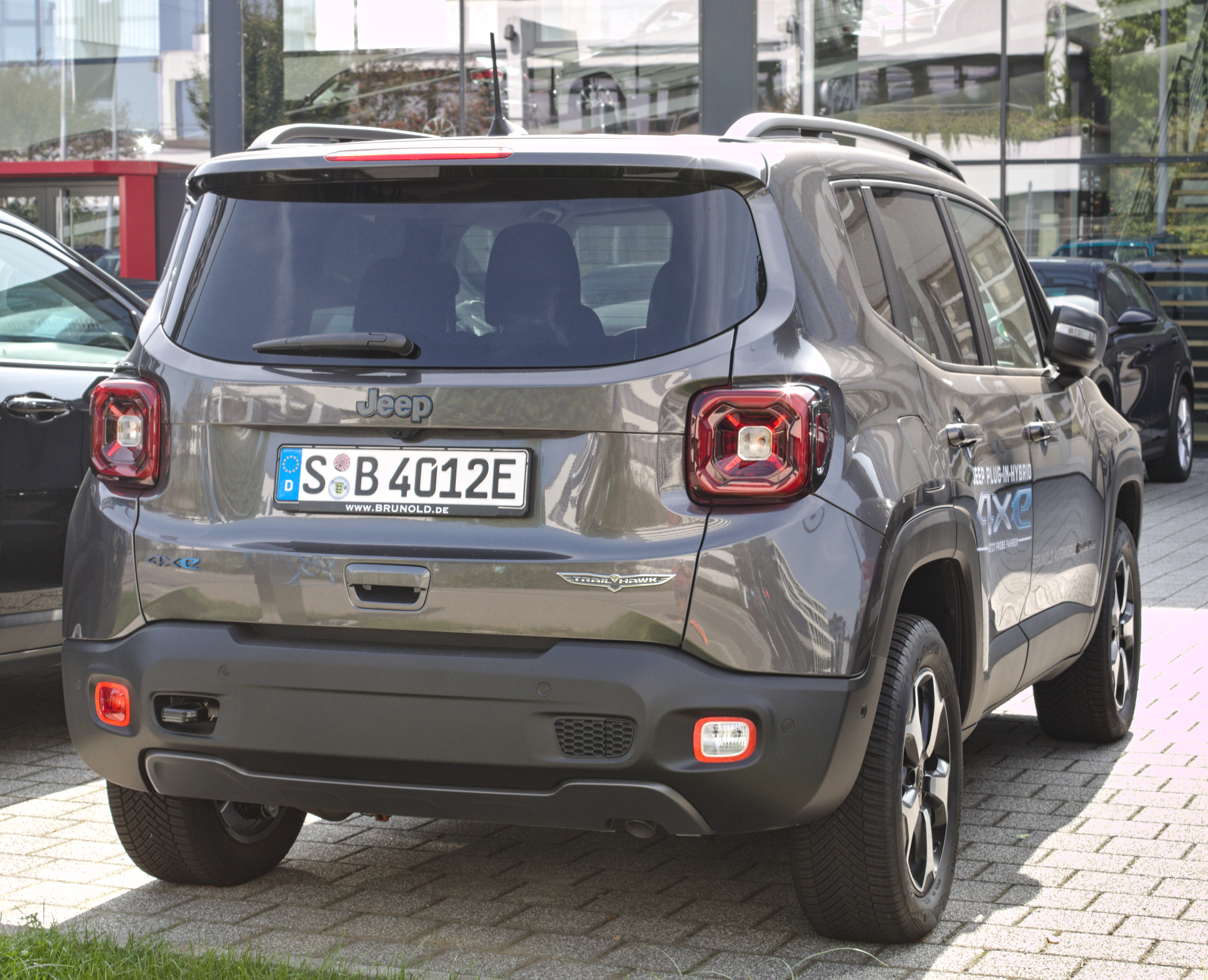
Posteriore di una Renegade 4xe restyling

### Motorizzazioni
Con il Model Year 2019 la Renegade sostituisce i motori a benzina FIRE con quelli della famiglia Firefly.
Il motore 1.0 T3 a tre cilindri da 120 CV, viene offerto solo con cambio manuale a 6 rapporti, mentre il 1.3 T4 è offerto esclusivamente con cambio automatico a doppia frizione. A partire dal 2020 il motore diesel 1.6 Multijet I da 120 CV viene sostituito con una versione aggiornata da 130 CV (10 CV in più rispetto al precedente), omologato Euro 6D-Final grazie all'aggiunta di sistema AdBlue e catalizzatore selettivo SCR. 
Dal 2020 è disponibile il modello Renegade 4xe dotato di motorizzazione PHEV e trazione integrale eAWD, in cui il motore termico muove l'assale anteriore mentre il motore elettrico quello posteriore.
A fine 2021, viene introdotto il motore della famiglia FireFly da 1.5 T4 a quattro cilindri turbo benzina da 130 CV e coppia massima di 240 Nm abbinato a un'unità elettrica, formando un sistema mild hybrid.
Il 1.5 litri T4 - GSE, già montato anche su altri modelli del gruppo Stellantis come Alfa Romeo Tonale, è costituito da un motore elettrico a 48 Volt con una potenza di 15 kW integrato nel cambio automatico DCT a doppia frizione e 7 rapporti, che consente un avvio in elettrico e l'utilizzo dell'auto in modalità totalmente elettrica in brevi frangenti come (e-launch) nelle manovre di parcheggio o in piccoli spostamenti a passo d'uomo (e-queueing), come quando si è in coda nel traffico cittadino.
Il motore a benzina, grazie a quello elettrico, può restare inattivo fino al 47% del tempo.
| Modello | Disponibilità | Motore              | Cilindrata (cm³) | Potenza | Coppia max (Nm) | Emissioni CO2 (g/km) | 0–100 km/h (secondi) | Velocità max (km/h) | Consumo medio (L/100 km) | Trasmissione   | Trazione  |
| 1.0     | dall'esordio  | Benzina             | 999              | 120 CV  | 190             | 144 - 146            | 11,2                 | 185                 | 6,3                      | manuale 6 m    | anteriore |
| 1.3     | dall'esordio  | Benzina - Elettrica | 1332             | 191 CV  | 270             | 41                   | 7,5                  | 196                 | 1,8                      | automatica 6 m | integrale |
| 1.3     | dall'esordio  | Benzina - Elettrica | 1332             | 241 CV  | 270             | 46                   | 7,1                  | 199                 | 2                        | automatica 6 m | integrale |
| 1.5     | dal 2021      | Benzina - Elettrica | 1469             | 131 CV  | 240             | 130                  | 9,7                  | 191                 | 5,8                      | automatica 7 m | anteriore |
| 1.6     | dal 2020      | Diesel              | 1598             | 131 CV  | 320             | 131 - 136            | 10,4                 | 185                 | 5                        | manuale 6 m    | anteriore |

## Uso da parte delle forze dell'ordine

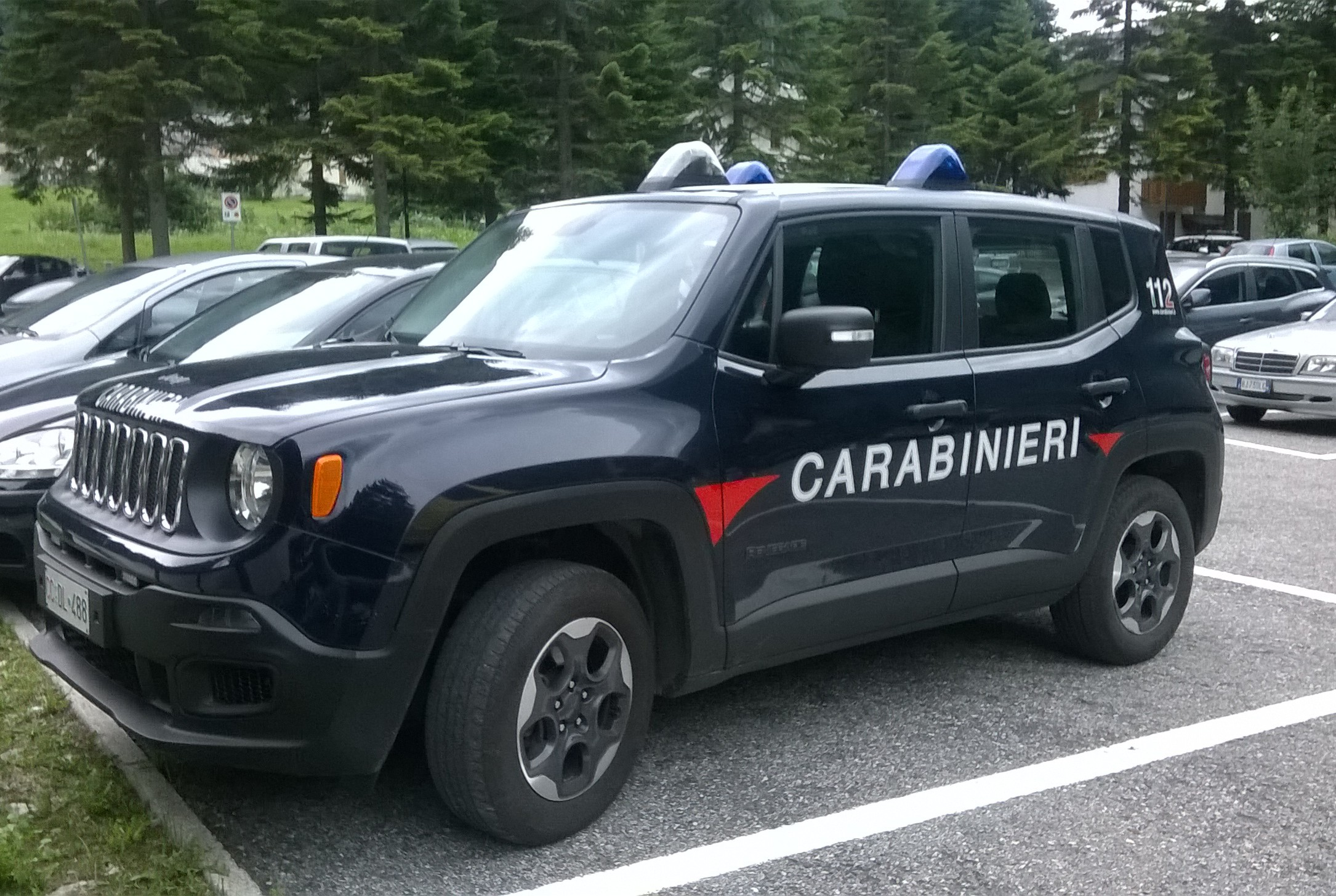
Jeep Renegade dei Carabinieri

La Renegade è usata, in entrambe le versioni, da diverse forze dell'ordine italiane, tra cui Polizia, Carabinieri, Guardia di Finanza, Polizia Locale, Polizia Penitenziaria e Vigili del Fuoco; è assai diffusa tra i corpi di Polizia Locale dei comuni italiani.
A partire dal 2020 viene adottata dall'Esercito Italiano, venendo impiegata per l'Operazione Strade Sicure.
La Renegade è impiegata all'estero dalla Gendarmeria della Repubblica di San Marino.